# Ilie Dumitrescu
Ilie Dumitrescu (n. 6 ianuarie 1969, București, România) este un fotbalist român retras din activitate, devenit apoi antrenor și analist sportiv. A cunoscut consacrarea ca fotbalist la Steaua București. A mai jucat în Anglia, Spania și Mexic. A făcut parte din lotul echipei naționale a României cu ocazia realizării celei mai mare performanțe a acesteia, sfertul de finală jucat la Mondialul din 1994. Ca antrenor, a pregătit printre altele echipele grecești AEK Atena și PAOK Salonic, dar și fosta sa echipă, Steaua București.
În martie 2008 a fost decorat cu Ordinul „Meritul Sportiv” clasa a III-a, pentru rezultatele obținute la campionatele europene și mondiale din perioada 1990-2000 și pentru întreaga activitate.

## Cariera de fotbalist

### Debutul și primele succese
Încă de la vârsta de 8 ani a ajuns în curtea Stelei, avându-l ca antrenor pe Petre Mihai, "unul dintre cei mai mari antrenori de juniori din fotbalul românesc", după cum însuși Ilie avea să-l caracterizeze peste ani. Tânărul și talentatul Ilie Dumitrescu ajunge să debuteze în echipa mare a Stelei în aprilie 1987, la un meci jucat la Râmnicu Vâlcea, împotriva Chimiei, în care Steaua s-a impus cu 4-0. În același sezon mai prinde un singur meci, cu Universitatea Craiova, în care evoluează integral. Urmează un moment delicat al carierei sale, Ilie fiind împrumutat la FC Olt Scornicești, pentru a acumula experiență, acolo având șanse evidente de a evolua titular. Ilie rememorează acele clipe, afirmând: "Când domnul Iordănescu mi-a spus că mă trimite la FC Olt, dar că mă va rechema la momentul potrivit, am crezut că, de fapt, nu sunt de Steaua. S-a ținut însă de cuvânt... Îi voi fi recunoscător tot restul vieții!"(ProSport, 1998)
La Scornicești, Ilie a jucat în 33 din cele 34 etape ale campionatului pe postul de fundaș stânga, reușind totodată să marcheze și un gol. Ioan Chirilă povestea că, la unul dintre meciurile disputate în acel sezon de FC Olt, l-a zărit în tribună pe Mircea Lucescu, întrebându-l apoi pe cine a remarcat. Lucescu, foarte ferm, i-a destăinuit maestrului impresia de ansamblu, punctând apoi că "Ilie Dumitrescu, extrema stângă, mi-a plăcut foarte mult. Va ajunge departe!"
Revenit la Steaua pentru sezonul 1988 - 1989, Ilie va confirma încrederea acordată de Anghel Iordănescu, devenind titular de drept într-o formație care păstra încă nucleul de la Sevilla, din 1986. Integrarea lui Ilie în primul "11" a devenit cu atât mai concludentă cu cât el reușește să salveze Steaua de la o înfrângere chiar la debutul noului sezon competițional, în august, marcând 2 goluri în partida cu FC Brașov (3-2 pentru "militari"). Talentul și ambiția lui Ilie îl propulsează drept unul dintre oamenii de bază ai Stelei, prin titularizarea lui fiind exilat pe banca de rezerve un alt mare jucător, Gabi Balint, care va prinde echipa de start din ce în ce mai sporadic.
Pe 7 septembrie 1988, Ilie debutează și în Cupa Campionilor Europeni, în runda I a competiției, jucând 72 de minute în meciul de la Praga, cu Sparta (5-1 pentru Steaua), pentru ca în faza următoare să înscrie și un gol în poarta celor de la Spartak Moscova (3-0 la București, pe 26 octombrie). Până la finalul întrecerii, Ilie va izbuti să mai înscrie încă 3 goluri, împotriva celor de la IFK Göteborg (5-1 la București, pe 15 martie 1989) și Galatasaray (1 gol, la București, pe 9 aprilie 1989, 4-0 scor final; 1 gol, la Istanbul, pe 19 aprilie, 1-1). Partida retur a semifinalelor marchează un alt moment important al carierei lui Ilie, el primind un cartonaș galben, pentru tragere de timp (în primele 30 de minute ale disputei). Prezența lui la marea finală era astfel anulată (Ilie mai având un cartonaș primit într-una din partidele anterioare). Dumitrescu a reușit, în minutul 39 al acelui meci, un gol, egalând la 1 situația de pe tabelă.
Astfel, finala de la care Ilie a lipsit s-a încheiat trist pentru campionii României, ei pierzând cu 0-4 în fața lui AC Milan, condus de tandemul olandez van Basten - Gullit. S-a spus atunci că absența lui Dumitrescu a cântărit enorm, locul său neputând fi suplinit. Ilie a fost atunci al treilea marcator al Stelei, cu 4 reușite, după Lăcătuș cu 7 goluri și Hagi cu 6.
La națională, Ilie a debutat la 26 aprilie 1989, într-o partidă din preliminariile Campionatului Mondial din Italia, 1990, contra Greciei, 0-0 la Atena, înlocuindu-l pe Ionuț Lupescu în minutul 78. După meciul cu Bulgaria, din mai 1989, în care mai a jucat 8 minute înlocuindu-l pe Ovidiu Sabău, a urmat amicalul cu Portugalia, 0-0 la Setubal, în care, pentru prima dată titular, Dumitrescu a avut o evoluție remarcabilă, doar șutul în bară din prima repriză privându-l de marcarea primului său gol la națională.

### Campionatul mondial din 1990
După calificarea la turneul final al Campionatului Mondial, ediția Italia 1990, Ilie Dumitrescu prinde tot mai des echipa, jucând în meciurile amicale premergătoare marii competiții, dar concurența pentru titularizare era imensă, în condițiile prezenței la lot a jucătorilor celor mai reprezentative echipe de club, Steaua și Dinamo.
La CM, Ilie joacă 4 minute cu URSS, partidă în care Marius Lăcătuș înscrie 2 goluri, și încă 38 minute în partida contra Camerunului, pierdută cu 1-2, în care, înlocuindu-l pe Hagi, dă pasa de gol pentru Gabi Balint. În pofida acestui fapt, Ilie privește de pe bancă următoarele confruntări ale naționalei: 1-1 cu Argentina și 4-5 cu Irlanda, la penalty-uri, în optimile de finală.

### În campionatul României
Revenind la întrecerea internă, Ilie reușește în decursul anilor 1990-1994 să devină "prințul din Ghencea", după cum îl numea Ovidiu Ioanițoaia în revista "Clubul Tricolorilor", ascensiunea la echipa Stelei propulsându-l drept unul dintre componenții de bază ai naționalei. Astfel, în campionat, Ilie va înregistra următoarele performanțe: în sezonul 1990-1991, el marchează 6 goluri în 25 de partide, în ediția 1991-1992, Ilie punctează de 9 ori în 30 de jocuri, pentru ca în sezonul 1992-1993 să obțină titlul de golgeter al României cu 24 de goluri înscrise în 29 de meciuri. Foarte aproape de a reedita succesul,în 1993-1994, la ultima întrecere internă la care ia parte înainte de transferul în străinătate, Ilie se clasează al doilea în același clasament, cu 17 reușite, fiind devansat doar de Gheorghe Craioveanu, cu 22 de goluri. În plus, la sfârșitul anului 1993, sondajul "Fotbalistul Anului" realizat de Gazeta Sporturilor îl plasează pe "fachirul din Ghencea" pe același loc 1 alături de Gheorghe Hagi, justificând astfel statutul de lider pe care Ilie Dumitrescu și-l dobândise în campionatul intern.

### Momentul de vârf al carierei
În preliminariile campionatului mondial din 1994, Ilie Dumitrescu izbutește 4 goluri în 7 meciuri, având un aport decisiv pentru calificarea naționalei României. Ilie se remarcă în partidele cu Cehoslovacia (1-1 la București) și Cipru (2-1, de asemenea la București), în care înscrie toate cele 3 goluri ale naționalei conduse de Cornel Dinu, dar mai ales în disputele cu Belgia (2-1 la București), când Ilie marchează un gol și obține penalty-ul transformat de Florin Răducioiu, și cu Țara Galilor (2-1 la Cardiff), în care dă pasa de gol pentru același Răducioiu, după o acțiune individuală plecată de la centrul terenului. După meciul dramatic de la Cardiff, care a consfințit calificarea României, condusă acum de pe margine de Anghel Iordănescu (după demiterea lui C.Dinu), Ilie Dumitrescu declara: "Am avut atâtea ocazii care puteau decide soarta meciului. Sunt foarte fericit că am contribuit la golul victoriei. Pentru generația mai tânără din națională calificarea înseamnă enorm. Numai noi știm cum am petrecut ultimele zile aici la Cardiff: insomnii, gânduri, griji, emoții, o fantastică presiune psihică. Poate că de acum vom reuși să nu mai ajungem în situația de a hotărî totul numai în final"("Clubul Tricolorilor", 1995).
Anul 1994 debutează spectaculos pentru jucătorul Stelei, care reușește să marcheze toate cele 5 goluri ale naționalei în turneul de pregătire din februarie (1-1 cu Hong Kong, 2-1 cu SUA, 2-1 cu Coreea de Sud). Mai mult,înainte de Cupa Mondială, Ilie mai înscrie 3 goluri în ultimele 5 partide de verificare(0-2 cu Irlanda de Nord, 3-0 cu Bolivia, 2-0 cu Nigeria, 0-0 cu Slovenia - meci în care ratează o lovitură de la 11 metri, 1-1 cu Suedia).
Golurile înscrise pentru națională și echipa de club, tehnica remarcată deja până și de comentatorii francezi la meciurile Stelei cu Monaco (1-0 la București și 1-4 în deplasare, ambele goluri fiind marcate de Dumitrescu) din preliminariile Ligii Campionilor, aprecierea suporterilor pentru devotamentul arătat Stelei (căreia îi aduce două titluri consecutive în vitrină) i-au determinat pe ziariștii spanioli de la celebrul cotidian „Guerin Sportivo” să noteze „Ilie Dumitrescu, profet în țară”, într-o ediție de prezentare a stelelor mondialului, pe 19 mai 1994.
Startul competiției din SUA nu a fost unul favorabil stelistului, a cărui evoluție a fost mai degrabă discretă, decât remarcată, mai ales în primele 2 partide, 3-1 cu Columbia (18 iunie) și 1-4 cu Elveția (22 iunie), în care este înlocuit, în minutele 68 și, respectiv, 70. Încrederea acordată de antrenorul Anghel Iordănescu se concretizează într-o evoluție bună în disputa cu SUA, câștigată de România cu 1-0 (26 iunie), atunci când Ilie participă la faza golului marcat de Dan Petrescu. Nu au întârziat nici mesajele de încurajare venite din țară după calificarea în optimile de finală, dar nici speranțele că Ilie va avea o zi a lui la această competiție. Dar pe 3 iulie 1994, atunci când Ilie Dumitrescu a marcat 2 goluri și a dat pasa decisivă la cel de-al treilea, înscris de Gheorghe Hagi (după o acțiune de peste 60 de metri, pe contraatac), în victoria cu Argentina (3-2), vicecampioană mondială la acea vreme. După meci, Ilie avea să afirme că „este cea mai fericită zi din viața mea”, moment de referință pentru o carieră impresionantă. În București și în celelalte mari orașe din țară, românii au sărbătorit victoria, într-o atmosferă a bucuriei depline, salutând inspirația unui fotbalist ca „o sclipire de geniu”, după cum l-au caracterizat Alin Paicu și Grigore Cartianu în cartea "Hora de la miezul nopții", dedicată turneului din SUA. Mai mult decât atât, Ilie Dumitrescu avea sa fie inclus în primii 20 de fotbaliști ai lumii la sfârșitul anului 1994.

### Tottenham 1994
După World Cup, Ilie se transferă în Anglia, la Tottenham, pentru o sumă de 4,3 mil.USD, reprezentând la vremea respectivă cea mai scumpă tranzacție a vreunui club din România. În Anglia, Ilie se integrează rapid și este declarat „omul meciului” încă de la prima partidă în Premier League, în victoria 4-3 cu Sheffield Wednesday (echipă la care evolua atunci Dan Petrescu). Tehnica și viteza, spectacolul pe care Ilie îl realiza pentru suporteri, l-au propulsat pe acesta în grupul celor "5 magnifici", alături de Jurgen Klinsmann, Teddy Sheringham, Darren Anderton și Nicky Barmby, jucători exponențiali ai clubului londonez. Pentru Ilie, perioada Tottenham se raportează la cei doi antrenori care s-au succedat la conducerea formației: Osvaldo Ardiles și Gerry Francis.
Perioada Ardiles
Primul dintre ei, adeptul unei organizări ofensive, i-a oferit lui Ilie libertate în joc, așteptând de la mijlocașul român să confirme evoluțiile de la Steaua și naționala României. Printre cei care urmăreau cu interes prestațiile lui Ilie la Tottenham se numără și Traian Ungureanu, care, lucrând pentru BBC, oferea numeroase informații ziarelor sportive din țară. Prin intermediul lui, aflăm că Ilie Dumitrescu este apreciat frecvent de televiziunile britanice, care îi analizează cu atenție stilul de joc, unul atipic pentru Premier League, dar bazat pe tehnică în regim de viteză, cu celebra pătrundere în dribling de pe stânga în centru. După debutul cu Sheffield, Ilie este aplaudat la scenă deschisă în prima reprezentație a lui Spurs în fața propriilor suporteri, 2-1 cu Everton, pe 24 august 1994, în prezența a 25000 de spectatori. Primul gol marcat de Ilie la Tottenham are loc în etapa a 4-a, când Tottenham învinge la Ipswich Town cu 3-1. Urmează însă o serie de 2 partide pe care Spurs le pierde, iar managerul Allan Sugar începe să-și pună semne de întrebare în privința antrenorului Ardiles. Urmează însă meciul din Cupa Ligii de la Watford (21 septembrie), în care Tottenham câștigă cu un scor de tenis:6-3. Ilie Dumitrescu face din nou un joc foarte bun, marcând 1 gol și pasând decisiv la "hat-trick"-ul lui Klinsmann. Cele 3 goluri primite subliniau încă o dată fragilitatea apărării londoneze, în contrast cu eficacitatea atacului, susținut de Sheringham, Klinsmann și Ilie. Peste numai 3 zile, Tottenham pierde iarăși un joc pe White Hart Lane din Londra, 1-4 cu Nottingham Forrest, cu toate că Dumitrescu reușește un nou gol. "Și ce gol! Dribling scurt, șut cu dreptul, sub bară, aproape lipit de linia de fund!(Traian Ungureanu)". Lista de rezultate mai degrabă neconvingătoare obținute sub conducerea lui Ardiles culminează cu o nouă înfrângere la scor, 2-5 cu Manchester City, în deplasare, în care Ilie Dumitrescu marchează ambele goluri ale lui Tottenham, unul din penalty, insuficiente însă pentru a evita plecarea antrenorului argentinian.
Perioada Francis
Gerry Francis era fidel strategiei defensive și disciplinei riguroase. De aceea, orizontul de acțiune al lui Ilie Dumitrescu se restrânge o dată cu venirea noului antrenor. Prezența lui Ilie în primul 11 devine tot mai sporadică, mijlocașului român reproșându-i-se că nu participă constant la faza defensivă. Neînțelegerile dintre Dumitrescu și conducerea tehnică conduc la un iminent transfer al fotbalistului la un club la care să evolueze meci de meci, pentru a nu-i afecta și statutul de titular în naționala României.
Fotbalistul român își vede numele implicat și într-un scandal, iscat de tabloidul britanic News of the World care a scris că Ilie a solicitat serviciile sexuale ale prostituatelor din Londra. Deși povestea s-a dovedit inventată, Dumitrescu a fost împrumutat de Tottenham la FC Sevilla. A impresionat la gruparea spaniolă care însă nu a avut puterea financiară de a-l păstra, și după un sezon în Primera Division, a revenit în Anglia. Aici a jucat pentru Tottenham în turul ediției de campionat 1995-1996, dar apoi a fost transferat la West Ham United, la dorința antrenorului Harry Redknapp. La finalul stagiunii, după 10 meciuri jucate pentru „Ciocănari”, din cauza unor probleme cu permisul de muncă, Dumitrescu nu și-a mai putut prelungi contractul cu West Ham și a devenit jucător liber.

### Dincolo de ocean și finalul carierei
În vara anului 1996, surprinzător, Ilie Dumitrescu a acceptat oferta echipei mexicane Club América, datorită contractului substanțial primit din partea nord-americanilor. A jucat însă rar la trupa din Ciudad de México și în 1997 a trecut la o rivală a acesteia, CF Atlante din Cancun. După doi ani petrecuți în Mexic, Ilie Dumitrescu a revenit în țară unde a semnat un contract cu Steaua, dar după doar câteva luni, a decis să pună capăt carierei de fotbalist, la vârsta de 30 de ani.

## Cariera de impresar
În 1998, Ilie Dumitrescu a creat firma Sport & Business World în rândul căreia a început cariera de impresar sportiv. A fost însă o carieră foarte scurtă deoarece nu a avut parte de succes. A primit în 1999 propunerea de a deveni președinte al echipei FC Politehnica Iași, dar a refuzat. Apoi, în 2000, a fost pentru aproximativ o lună director sportiv la FC Brașov.

## Cariera de antrenor

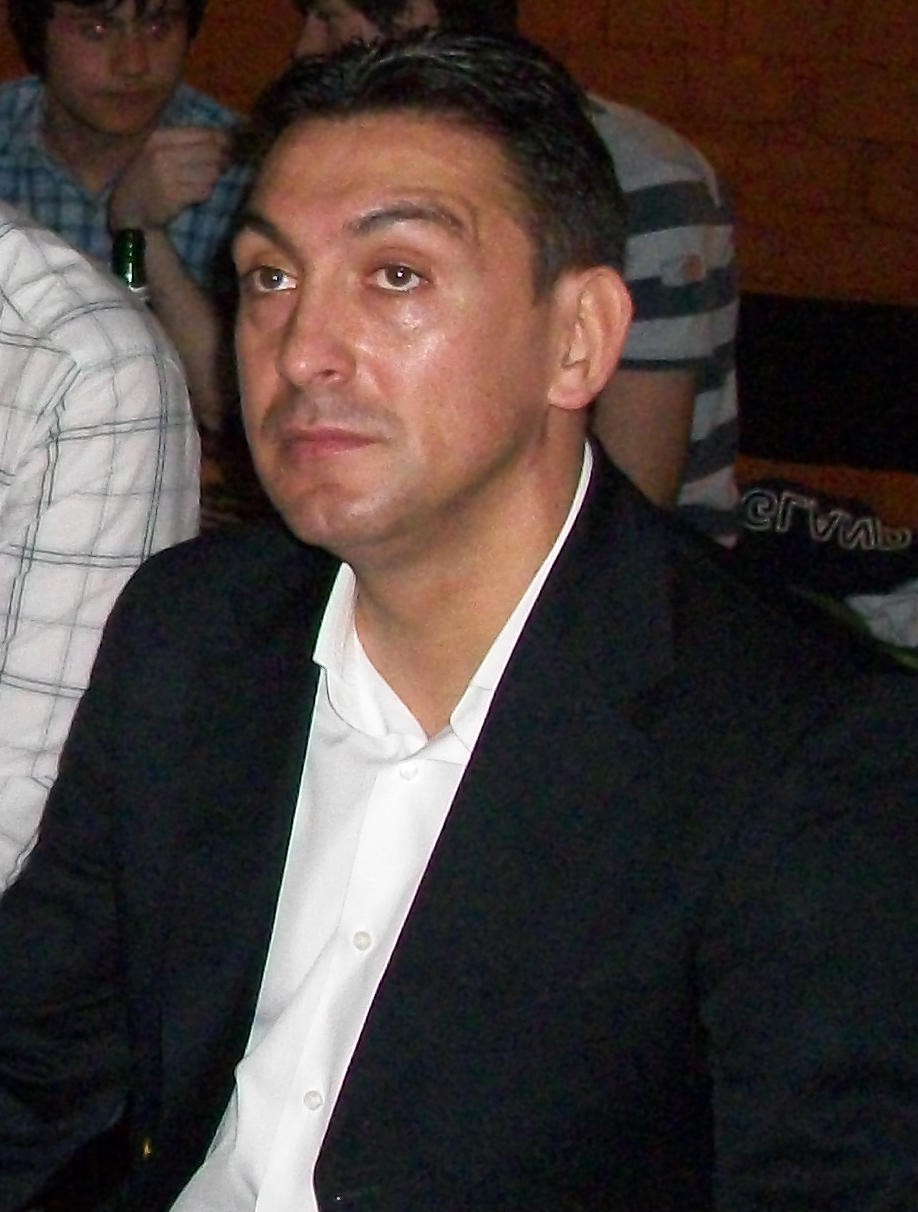
Ilie Dumitrescu.

Prima echipă antrenată de Ilie Dumitrescu a fost Oțelul Galați a cărei conducere a preluat-o în decembrie 2000. A salvat echipa de la retrogradare, dar în iunie 2001 a demisionat pentru a merge la FC Brașov. Nu a rezistat decât două luni la conducerea ardelenilor, fiind demis după trei etape din campionat de patronul echipei, Ioan Neculaie. În decembrie 2001 a ajuns în Cipru, dar nici aici nu a rezistat prea mult timp, pregătind echipa Alki Larnaca pentru doar patru luni.
După un mandat de trei luni la conducerea naționalei de tineret a României, în octombrie 2002 a demisionat. Imediat a fost instalat antrenor la FCM Bacău, pe care a condus-o până în mai 2003.
În iunie 2003, Ilie Dumitrescu a revenit în Cipru, acceptând oferta echipei Apollon Limassol, iar în ianuarie 2004 s-a mutat în Grecia, nerefuzând contractul propus de AEK Atena, unde nu a rezistat însă decât până în mai 2004. A urmat o serie de mandate de scurtă durată la conducerea mai multor echipe din Grecia (Aigaleo, Akratitos, Kalithea), cel mai mult pregătind pe PAOK Salonic, din februarie în octombrie 2006.
A urmat o pauză de trei ani în care nu a mai lucrat în fotbal. A revenit în mai 2009 ca antrenor al echipei elene Panthrakikos. În august 2009, după prima etapă de campionat în care echipa a suferit o înfrângere pe teren propriu, Ilie Dumitrescu a fost demis.
A revenit în România unde a început o carieră în televiziune, mai întâi comentând meciuri din Liga Campionilor la TVR, apoi devenind consultant de specialitate la Digi Sport.
La data de 11 august 2010 a revenit pe banca tehnică, fiind numit în funcția de antrenor principal la Steaua București. A debutat cu o victorie, echipa câștigând cu 2-1 meciul cu Victoria Brănești din campionat. A urmat apoi calificarea în grupele Ligii Europa, la lovituri de departajare în deplasare în fața echipei Grasshopper Zurich, dar la finele timpului regulamentar și al prelungirilor, Steaua fusese învinsă cu 1-0. A fost primul dintr-o serie de cinci meciuri consecutive fără victorie, la capătul cărora și-a anunțat demisia. A rezistat la Steaua doar 40 de zile, decizia fiindu-i influențată de galeria stelistă care i-a cerut să demisioneze.

## Golurile lui Ilie Dumitrescu la echipa națională
Coloana Scor indică scorul meciului după golul marcat de jucător.
| #  | Dată              | Stadion                                    | Adversar      | Scor | Minut | Rezultat | Competiție                    |
| -- | ----------------- | ------------------------------------------ | ------------- | ---- | ----- | -------- | ----------------------------- |
| 1  | 26 august 1992    | Stadionul Național, București, România     | Mexic         | 2–0  | '84   | 2–0      | Amical                        |
| 2  | 14 noiembrie 1992 | Stadionul Steaua, București, România       | Cehoslovacia  | 1–0  | '48   | 1–1      | Campionatul Mondial 1994 Cal. |
| 3  | 3 februarie 1993  | Estadio Nacional, Lima, Peru               | Peru          | 2–0  | '49   | 2–0      | Amical                        |
| 4  | 7 februarie 1993  | Harder Stadium, California, Statele Unite  | Statele Unite | 1–1  | '39   | 1–1      | Amical                        |
| 5  | 14 aprilie 1993   | Stadionul Steaua, București, România       | Cipru         | 1–1  | '35   | 2–1      | Campionatul Mondial 1994 Cal. |
| 6  | 14 aprilie 1993   | Stadionul Steaua, București, România       | Cipru         | 2–1  | '55   | 2–1      | Campionatul Mondial 1994 Cal. |
| 7  | 13 octombrie 1993 | Stadionul Steaua, București, România       | Belgia        | 2–0  | '84   | 2–1      | Campionatul Mondial 1994 Cal. |
| 8  | 13 februarie 1994 | Hong Kong Stadium, China                   | Statele Unite | 1–0  | '7    | 2–1      | Amical                        |
| 9  | 13 februarie 1994 | Hong Kong Stadium, China                   | Statele Unite | 2–1  | '83   | 2–1      | Amical                        |
| 10 | 16 februarie 1994 | Changwon Stadium, Coreea de Sud            | Coreea de Sud | 1–1  | '44   | 2–1      | Amical                        |
| 11 | 16 februarie 1994 | Changwon Stadium, Coreea de Sud            | Coreea de Sud | 2–1  | '74   | 2–1      | Amical                        |
| 12 | 20 aprilie 1994   | Stadionul Steaua, București, România       | Bolivia       | 1–0  | '23   | 3–0      | Amical                        |
| 13 | 20 aprilie 1994   | Stadionul Steaua, București, România       | Bolivia       | 2–0  | '48   | 3–0      | Amical                        |
| 14 | 25 mai 1994       | Stadionul Steaua, București, România       | Nigeria       | 1–0  | '16   | 2–0      | Amical                        |
| 15 | 3 iulie 1994      | Rose Bowl Stadium, Pasadena, Statele Unite | Argentina     | 1–0  | '11   | 3–2      | Campionatul Mondial 1994      |
| 16 | 3 iulie 1994      | Rose Bowl Stadium, Pasadena, Statele Unite | Argentina     | 2–1  | '18   | 3–2      | Campionatul Mondial 1994      |
| 17 | 12 octombrie 1994 | Stadionul Wembley, Londra, Anglia          | Anglia        | 1–0  | '37   | 1–1      | Amical                        |
| 18 | 26 aprilie 1995   | Hüseyin Avni Aker Stadium, Trabzon, Turcia | Azerbaidjan   | 2–1  | '39   | 4–1      | Euro 1996 Cal.                |
| 19 | 20 august 1997    | Stadionul Steaua, București, România       | Macedonia     | 4–1  | '66   | 4–2      | Campionatul Mondial 1998 Cal. |
| 20 | 6 iunie 1998      | Stadionul Ilie Oană, Ploiești, România     | Moldova       | 3–0  | '48   | 5–1      | Amical                        |